# Gare de Yea
 (décembre 2022).
La gare de Yea est une gare ferroviaire, fermée, de la Mansfield railway line (en). Elle est située à Yea, dans l'État de Victoria en Australie.
Ouverte en 1883 et fermée en 1978, la gare de Yea est un patrimoine protégé, situé dans l'ancienne emprise ferroviaire transformée en parc, le Yea Railway Park.

## Situation ferroviaire
La gare de Yea est établie sur la Mansfield railway line (en), entre la gare d'Homewood (en) et la gare de Cheviot (en) (ligne et gares sont fermées).

## Histoire
Le chemin de fer part de Melbourne et rejoint Tallarook en novembre 1872. Dix ans plus tard, en 1882, une voie ferrée est arpentée jusqu'à Yea et le contrat de construction est attribué. Le trajet du chemin de fer est difficile car il suit les nombreuses courbes de la vallée, du côté sud de la rivière, et comporte de nombreux changements d’élévations. La construction a nécessité le travail de 1000 hommes et aurait coûté plus de 97 000 livres .
Sur l’embranchement du chemin de fer de Tallarook, le premier train venant de Tallarook arrive à Yea le mardi 20 novembre 1883.
Le service ferroviaire de Tallarook à Yea était un train quotidien mixte de marchandises et de passagers. La vitesse sur la voie était de 60 km/h.

## Patrimoine ferroviaire
Le bâtiment de la gare de Yea est l'exemple le mieux conservé d'un petit groupe de bâtiments de gares de style gothique standard de la région. Il se situe dans une zone d'extraction d'or de l’État de Victoria, situé entre Seymour et Alexandra dans un riche quartier pastoral.
Le complexe comprend un bâtiment de gare et un quai, des buvettes, un hangar à colis/stockage et un hangar à marchandises. La gare est reconnue comme monument historique inscrit, par le registre du patrimoine de Victoria depuis le 20 août 1982. Selon la désignation : « La gare représente la conception la plus pittoresque des bâtiments ferroviaires préparés par le Département des chemins de fer. Elle présente des briques polychromes, des chalands décoratifs et un toit en ardoise à pointes. Le porche d'entrée comprend des détails conformes au style Tudor avec des ouvertures pointues peu profondes et angulaires vers les fenêtres. Les murs sont percés de fenêtres à fentes aveugles et les colonnes de la véranda sont terminées par des chapiteaux feuillagés. ».
Depuis la fermeture du chemin de fer, l'ancienne voie ferrée fait partie du Great Victorian Rail Trail, un sentier polyvalent permettant des randonnées à pied, à vélo ou à cheval. Le sentier se trouve à proximité de rivières classées au patrimoine, de vallées, de lacs et de montagnes .